# سیارک ۲۱۵۰۳
سیارک ۲۱۵۰۳ (به انگلیسی: 21503 Beksha، نامگذاری:1998KL18) بیست و یک هزار و پانصد و سومین سیارک کشف شده است که در ۲۲ مه ۱۹۹۸ کشف شد.
قدر مطلق سیارک برابر ۹٫۳ است.